# Hjalmar Selander

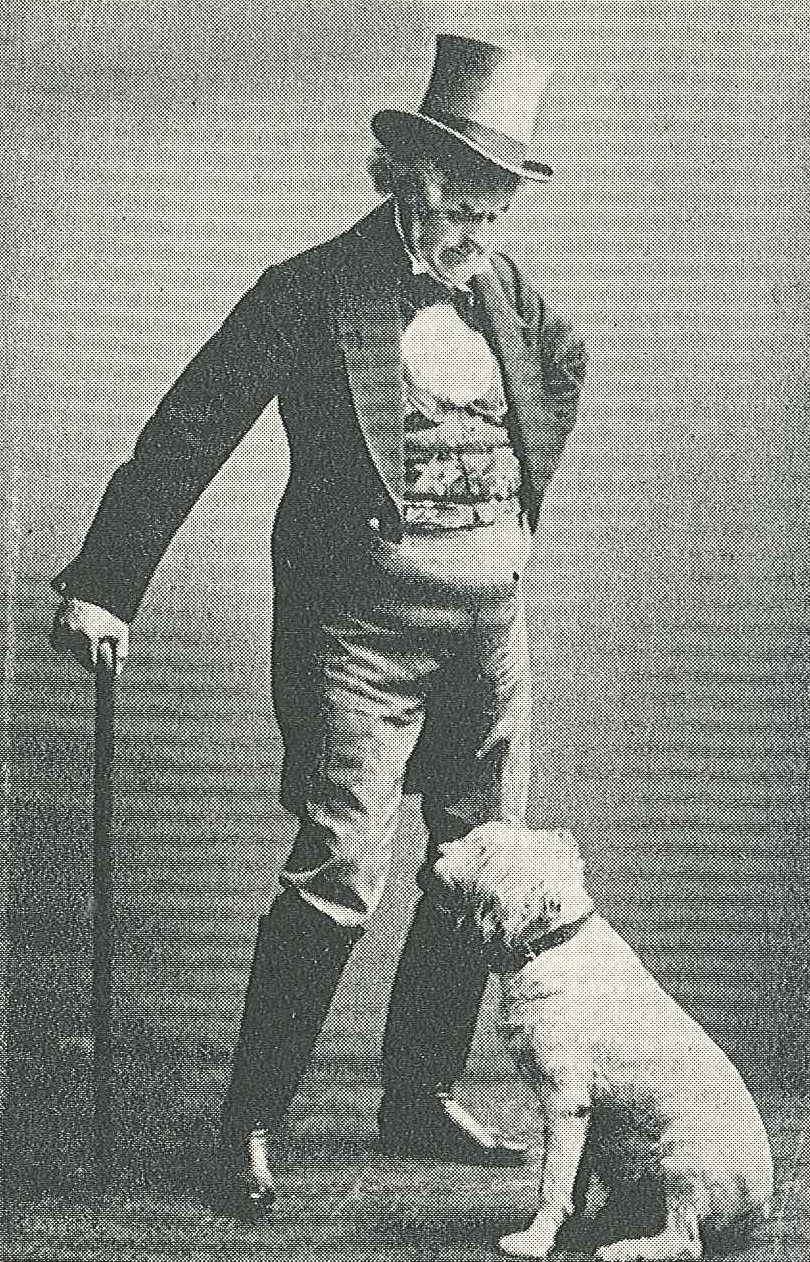
Hjalmar Selander en la obra Gamla goda tiden

Hjalmar Selander (2 de julio de 1859 – 10 de agosto de 1928) fue un actor y director teatral de nacionalidad sueca.

## Biografía
Nacido en Fässbergs socken, Suecia, era hijo de un agricultor, Anders Selander. 
Tras formarse en la escuela teatral Mallander, Selander debutó en el Stora Teatern de Gotemburgo en 1878 con el papel de Härved Boson en la obra Bröllopet på Ulfåsa. Posteriormente actuó en diferentes teatros y compañías teatrales, como la Ölands landsortssällskap (1878-83), la Göteborgs teatersällskap (1883-84), el Nya teatern de Estocolmo (1884-85), el Skotte-Sternvall (1885-86), el Engelbrecht (1886-88), y el Nya teatern de Estocolmo (1888-89). 
En el año 1890 formó su propia compañía teatral, que representó por vez primera en teatros de Finlandia, pasando a ser en poco tiempo la principal compañía teatral fuera de Estocolmo, posición mantenida hasta los primeros años del siglo XX. En los años 1890 la compañía llevó a escena, además de obras dramáticas, producciones musicales, tanto del género opereta como del repertorio operístico. La compañía trabajó con actores que con el tiempo alcanzaron fama, entre ellos Lars Hanson, Karl Gerhard y Gösta Ekman.
La última puesta en escena de Selander tuvo lugar en Skansen un mes antes de fallecer, interpretando al Tío Bräsig en Livet på landet.
Selander fue presidente de honor de la sociedad sueca de directores de teatro a partir de 1916. 
Hjalmar Selander falleció en 1928 en Estocolmo, Suecia, siendo enterrado en el Cementerio Norra begravningsplatsen de esa ciudad. En el año 1887 se había casado con la actriz Concordia Selander, con la cual dirigió su compañía teatral.

## Teatro

### Actor (selección)
- 1878 : Bröllopet på Ulfåsa, de Frans Hedberg, Stora Teatern, Gotemburgo
- 1888 : Kärlek, de Edvard Brandes, Vasateatern[3]
- 1889 : Byråkraten, de Gustav von Moser, Svenska teatern de Estocolmo[4]
- 1889 : Mr. Pickwick, de Peter Raun Fristrup, Svenska teatern, Estocolmo[5]
- 1889 : Eva, de Richard Voss, Svenska teatern, Estocolmo[6]
- 1927 : Det farliga året, de Rudolf Lothar y Hans Bachwitz, escenografía de Harry Roeck-Hansen, Blancheteatern[7]
- 1927 : Socorros inackorderingar, de Miguel Ramos Carrión y Vital Aza, escenografía de Hjalmar Selander, Blancheteatern[8]

### Director
- 1927 : Socorros inackorderingar, de Miguel Ramos Carrión y Vital Aza, Blancheteatern

## Filmografía
- 1917 : Tösen från Stormyrtorpet
- 1919 : Herr Arnes pengar
- 1920 : Familjens traditioner
- 1920 : Mästerman
- 1928 : Gustaf Wasa del I
- 1928 : Gustaf Wasa del II